# 布兰库尔
布兰库尔（法語：Blincourt，法語發音：[blɛ̃kuʁ]）是法国瓦兹省的一个市镇，属于克莱蒙区。

## 地理
布兰库尔（49°23'0"N, 2°37'6"E）面积2.82 平方千米，位于法国上法蘭西大區瓦兹省，该省份为法国北部内陆省份，北起索姆省，西接厄尔省和滨海塞纳省，南至塞纳-马恩省和瓦兹河谷省，东临埃纳省。
与布兰库尔接壤的市镇（或旧市镇、城区）包括：穆瓦维莱尔、舒瓦西-拉维克图瓦尔、小萨西。

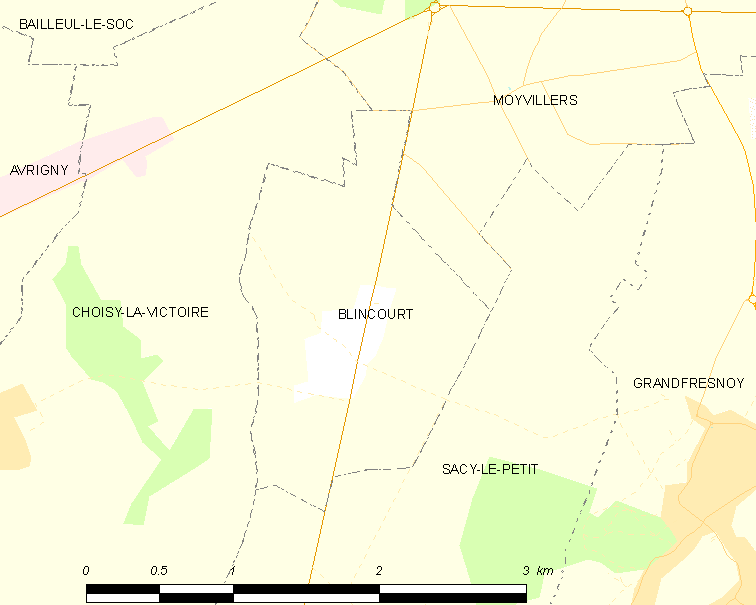
布兰库尔的OSM定位图

布兰库尔的时区为UTC+01:00、UTC+02:00（夏令时）。

## 行政
布兰库尔的邮政编码为60190，INSEE市镇编码为60078。

## 政治
布兰库尔所属的省级选区为埃斯特雷圣但尼县。

## 人口

1962-2008年间布兰库尔人口变化图示

布兰库尔于2022年1月1日时的人口数量为122人。